# Henry Atkins
Pour les articles homonymes, voir Atkins.
Henry Ernest Atkins, né le 28 août 1872 à Leicester et mort le 31 janvier 1955 à Huddersfield dans le Yorkshire de l'Ouest, est un joueur d'échecs anglais. Pratiquant le jeu d'échecs en amateur, il fut neuf fois champion de Grande-Bretagne de 1905 à 1925 et reçut le titre de maître international lors de la création de cette distinction en 1950.

## Carrière
Atkins apprit à jouer aux échecs à douze ans. Il étudia les mathématiques à  Peterhouse, Cambridge et exerça comme professeur dans le Yorkshire. Il devint par la suite directeur. 
Atkins disputa la plupart de ses compétitions en Grande-Bretagne : il  remporta le tournoi de Bristol 1896 (avec 8,5 points sur 9). En 1895, il finit deuxième-troisième et invaincu (+5 =5) du septième championnat amateur britannique d'Hastings remporté par Geza Maroczy — le tournoi d'échecs d'Hastings 1895 majeur fut remporté par Pillsbury. En 1897, il remporta le huitième championnat amateur avec 8,5 points sur 10 (+7 =3), puis termina deuxième du tournoi de Birmingham 1899 (+3 –1 =2) et vainqueur des tournois de Bath 1900 (+11 =3), Llandudno 1901 (+3 =3) et Folkestone 1901 (+4 –1). Lors du premier championnat de Grande-Bretagne disputé à Hastings en 1904, il termina premier ex æquo avec William Napier (devant Joseph Henry Blackburne) et  fut devancé après un match de départage (+0 –1 =3). À partir de 1905, il devint neuf fois champion de Grande-Bretagne : sept fois de suite, de 1905 à 1911, puis, après avoir été absent de la compétition jusqu'en 1923, il remporta à nouveau le titre en 1924 (devant Frederick Yates et George Alan Thomas) et 1925. Sa dernière participation au championnat de Grande-Bretagne eut lieu en 1937, à 65 ans (il finit troisième ex æquo).
Atkins représenta l'Angleterre à deux olympiades : en 1927 (à Londres) au premier échiquier (+3 –1 =8) et en 1935 (à Varsovie) au quatrième échiquier (+3 –4 =6).
Outre les olympiades d'échecs, Atkins participa à deux  tournois à l'étranger : il remporta le tournoi  le tournoi d'Amsterdam 1899 avec 15 points sur 15 et quatre points d'avance sur le deuxième. En 1902, il l finit troisième au congrès allemand de Hanovre avec 11,5 points sur 17 (+8 –2 =7), derrière David Janowski et Harry Nelson Pillsbury, mais devant Frank Marshall qu'il battit et Mikhaïl Tchigorine. En 1922, il finit dixième sur seize joueurs au tournoi de Londres (remporté par le champion du monde Capablanca devant Alekhine). Il réussit à battre lors de ce tournoi  Akiba Rubinstein et Xavier Tartakover.
Atkins participa également à douze matchs par câble entre la Grande-Bretagne et les États-Unis de 1896 à 1911 (+4 –4 =4) et battit Frank Marshall au troisième échiquier en 1902.
Atkins a donné son nom à une variante du gambit dame : la Défense Atkins du Gambit dame
- 1. d4, d5 ; 2. c4, e6 ; 3. Cc3, Cf6 ; 4. Fg5, Fe7 ; 5. e3, Ce4.